# Stade Albéric Richards
Stade Albéric Richards – wielofunkcyjny stadion w Sandy Ground w Saint-Martin. Jest obecnie używany głównie do meczów piłki nożnej i zawodów lekkoatletycznych. Swoje mecze rozgrywają na nim reprezentacji Saint-Martin w piłce nożnej oraz drużyny piłkarskie Attackers FC, Juventus de Saint-Martin, Saint-Louis Stars i United Stars (Saint-Martin). Stadion mieści 2600 osób. Ma nawierzchnię trawiastą. Mieści się przy Rue de Sandy Ground. Obiekt znajduje się po francuskiej stronie wyspy.